# Frankie Fredericks
Frankie Fredericks, (Windhoek, Namibija, 2. listopada 1967.) bivši je namibijski atletičar u sprinterskim disciplinama 100 i 200 metara.
Poslije namibijskog proglašenja neovisnosti i otcjepljenja od Južnoafričke Republike 1991., Fredericksu je dozvoljeno natjecanje na svjetskom prvenstvu u atletici u Tokiu 1991. 
Namibijac uzima srebrno odličje, plasirajući se na 200 metara iza Amerikanca Johnsona a bio je peti u utrci na 100 metara iza tri Amerikanca: Carla Lewisa, Leroya Burella i Dennisa Mitchella kao i Britanca Linforda Christia).
Na Olimpijskim igrama 1992. u Barceloni, Fredericks osvaja prvu namibijsku olimpijsku medalju istrčavši drugo vrijeme na 100 i 200 metara. Sljedeće godine Fredericks osvaja prvu medalju za Namibiju na atletskim svjetskim prvenstvima, kada pobjeđuje u utrci 200 m. 
Na Olimpijskim igrama u Atlanta Fredericks uspijeva ponoviti rezultat s Olimpijskih igara četiri godine ranije: srebro na 100 i 200 m. U oba finala postigao je afrički rekod s vremenima: 9.86 s i 19.68 s.
Pobjednici tih finala, Donovan Bailey (Kanada) i Michael Johnson (SAD), oba su oborila u finalima svjetske rekorde s rezultatima: 9.84 s i 19.32 s.
Zbog povreda Fredericks ne sudjeluje u finalnim utrkama na Svjetskim prvenstvima u atletici 1999. i 2001. godine kao ni na Olimpijskim igrama 2000.
Fredericks završava karijeru plasiravši se na četvrto mjesto u disciplini 200 metara na Olimpijskim igrama 2004. u Ateni.
Vlasnik je dvoranskog svjetskog rekorda na 200 metara s rezultatom 19.92 s.

## Najbolji rezultati

### Na otvorenom
| Razdaljina | Vrijeme (sekunde) | Vjetar    | Mjesto   | Datum             |
| ---------- | ----------------- | --------- | -------- | ----------------- |
| 100 metara | 9.86              | - 0.4 m/s | Lausanne | 3. srpnja 1996.   |
| 200 metara | 19.68             | + 0.4 m/s | Atlanta  | 1. kolovoza 1996. |
| 400 metara | 46.28             | ?         | ?        | 1. siječnja 1989. |

### Dvoranski
| Disciplina  | Najbolji rezultat | Mjesto           | Datum             |
| ----------- | ----------------- | ---------------- | ----------------- |
| 50 metara   | 5.77 s            | Liévin           | 24. veljače 2002. |
| 60 metara   | 6.51 s            | Toronto          | 12. ožujka 1993.  |
| 100 metara  | 10.05 s           | Tampere          | 12. veljače 1996. |
| 200 metara  | 19.92 s           | Liévin           | 18 veljače 1996.  |
| 300 metara  | 32.36 s           | Karlsruhe        | 28. veljače 2003. |
| Skok u dalj | 7.57 m            | Colorado Springs | 22. veljače 1991. |